# Lee Redmond
Lee Redmond, född 2 februari 1941 i Salt Lake City, Utah, död 14 december 2023 i Utah, var en amerikansk kvinna som enligt Guinness rekordbok innehade världsrekordet i att ha haft längst fingernaglar på båda händerna. Hennes längsta nagel var på den vänstra tummen – 80 cm lång. Den totala (ihopräknade) längden av alla hennes fingernaglar var 7 meter och 51,3 cm. 
The National Enquirer följde henne under flera år under tiden som naglarna växte. Redmond slutade klippa naglarna mellan 1978 och 1979. Den 10 februari 2009 bröt hennes fingernaglar av efter att hon varit med om en bilolycka i Holladay, Utah. Redmond, som då var 68 år, tänkte även i fortsättningen inte klippa sina naglar.